# Torbda geniculata
Torbda geniculata är en stekelart som beskrevs av Cameron 1902. Torbda geniculata ingår i släktet Torbda och familjen brokparasitsteklar. Inga underarter finns listade i Catalogue of Life.